# Van Bol'es (geslacht)
Van Bol'es (ook: Van Boles) was een oorspronkelijk uit Krimpen aan de Lek afkomstig geslacht van bouwkundigen in het gewest Holland, dat in de achttiende eeuw vier generaties achterelkaar het ambt van stadsarchitect van Schiedam vervulde, waarbij dit telkens van vader op zoon overging. Het geslacht is genoemd naar het tussen Rotterdam en Ridderkerk op het eiland IJsselmonde gelegen dorp Bolnes, waar de nog in Krimpen geboren Harmen Cornelisz van Bol'es zich als meestertimmerman vestigde. De meest bekende telg was Rutger van Bol'es.
Het geslacht leverde tevens in de 19e eeuw twee burgemeesters.
Door huwelijk in 1801 kwamen de heerlijkheden Baarland c.a. in bezit van dit geslacht, met daarbij het Slot Baarland. De erfgenamen lieten in 1840 het slot afbreken en verkochten in 1850 de heerlijkheden.
Na het huwelijk in 1795 van Wilhelmina van Bol'es (1776-1800) met de latere burgemeester van Schiedam Simon Rijnbende (1777-1853) ontstond in 1930 door naamstoevoeging een tak van dat laatste geslacht met de naam Van Bol'es Rijnbende, welke tak in 1998 in mannelijke lijn uitstierf. Het geslacht (Van) Bol'es stierf in 1867 uit.

## Enkele telgen
Harmen Cornelisz van Bol'es (ca.1635-na 1708), meestertimmerman te Bolnes.
- Cornelis van Bol'es (1658-1735), stadsarchitect van Schiedam (1694-1724).
  - Harmen van Bol'es (1689-1764), keizerlijk bouwmeester in Rusland.
    - Cornelis van Bol'es (?-1781), beëdigd korenmeter.
      - Hermanus van Bol'es (1752-1837), heer van Baarland. Bakendorp. Oudelande en Stuivezande, burgemeester en hoogheemraad.
        - Willemijntje (Wilhelmina) van Bol'es (1776-1800); trouwde in 1795 met Simon Rijnbende (1777-1853), burgemeester van Schiedam, en uit wie een in 1998 met Herman Cornelis Adriaan van Bol'es Rijnbende (1907-1998) in mannelijke lijn uitgestorven tak Van Bol'es Rijnbende
        - Cornelis Adrianus van Bol'es (1785-1854), heer in Baarland, Bakendorp, Oudelande en Stuivezande,  lid van de raad, wethouder en burgemeester van Schiedam.
        - Petronella Johanna van Bol'es (1790-1838), vrouwe in Baarland, Bakendorp, Oudelande en Stuivezande.

  - Barent van Bol'es (1690-1767), huistimmerman in Schiedam.
  - Arij van Bol'es (1695-1776), stadsarchitect van Schiedam (1724-1774).
    - Rutger van Bol'es (1727-1790), stadsarchitect van Schiedam (1774-1790).
      - Cornelis van Bol'es (1762-1832), stadsarchitect van Schiedam (1790-1827).
        - Rutger Adriaan van Bol'es (1808-1867), korenwijnstoker, laatste telg van het geslacht.
- Pleun van Bol'es (1677-1737), bouwmeester in Stevensweert.

## Genealogische bronnen
- L.van der Hammen, "Het Schiedamse geslacht Van Bol'es", De Nederlandsche Leeuw, 108 (1991), kol.121-148.
- J.T.Waardeloo, Geslacht Boles, Bol'es, Bol-Es, ongepagineerd typoscript Rotterdam 1994 (exemplaar in Centraal Bureau voor Genealogie Den Haag).
- Nederland's Patriciaat 37 (1951), p. 318 [Rijnbende].